# Diane (mythologie)
Pour les articles homonymes, voir Diane.
Diane (en latin : Diana) est originellement une déesse latine ayant pouvoir sur la procréation, la naissance des enfants, la chasse, la nature sauvage, la chasteté et la souveraineté. Son sanctuaire le plus important situé à Aricie sert également de centre à la confédération latine avant que Rome n'en prenne la tête. Elle est très tôt devenue la déesse de la chasse et de la lune dans la mythologie romaine, après son assimilation à la déesse Artémis du panthéon grec durant le lectisterne de 399 av. J.-C.

## Étymologie
Le nom de Diane est une forme adjective issue d'un ancien *divius, correspondant au latin divus, dius, comme dans Dius Fidius, Dea Dia et au neutre à dium signifiant le ciel. La racine indo-européenne *d(e)y(e)w signifie le ciel lumineux ou ciel diurne, que l'on retrouve également dans le latin deus (dieu, originellement dieu du ciel diurne), dies (jour), et dans le nom de Jupiter, contraction de *Dius Pater. Diane serait donc à l'origine la « Divine », c'est-à-dire l'incarnation féminine de la lumière du jour, substantivation d'une forme adjective.

## Description

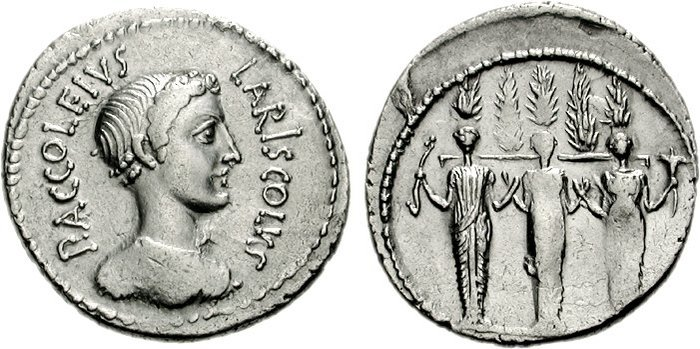
Denier du (RRC 486/1) représentant la tête de Diana Nemorensis et sa triple statue.

Diane est  vraisemblablement, selon le comparatiste Georges Dumézil, la continuité d'une divinité céleste indo-européenne, variété de « dieu premier », qui assurait la continuité des naissances et pourvoyait à la succession des rois. C'est sans doute ce qui explique le rôle joué par son temple comme sanctuaire fédéral des Latins, car la déesse était apte à conférer la souveraineté.

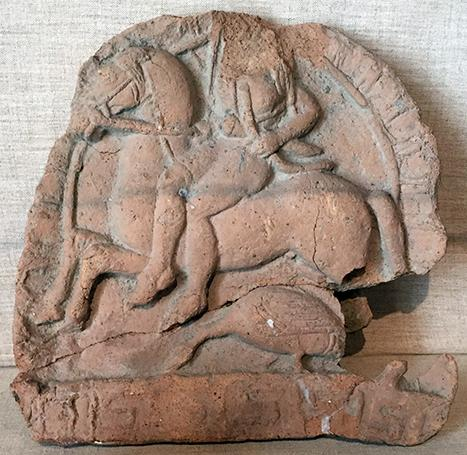
Tuile antéfixe de terre cuite figurant Diane Tifatina armée de son arc chevauchant en amazone, par-dessus un oiseau, peut-être une oie, découverte en Campanie,, Musée archéologique de Capoue.

Diane a souvent été considérée comme une déesse à trois visages, connue sous le nom de Diana triformis : Diana, Luna et Hecate. Selon l'historien C.M. Green, « il ne s'agissait ni de déesses différentes, ni d'une fusion de déesses différentes. C'étaient Diane ... Diane chasseresse, Diane lune, Diane des enfers. » Diane a été vénérée comme une triple déesse à partir de la fin du VIe siècle av. J.-C.
Le plus ancien épithète de Diane était Trivia. Virgile, Catulle et de nombreux autres auteurs s'adressent à elle avec cette épithète. Trivia vient du trivium latin, « triple voie » et fait référence à la tutelle de Diane sur les routes, en particulier les intersections en Y ou les croisements à trois voies. Ce rôle avait une connotation un peu sombre et dangereuse, car il indiquait métaphoriquement la voie des enfers.
Le rôle de Diane en tant que déesse des enfers, ou tout au moins de préparation des hommes entre la vie et la mort, l'a rapidement amenée à la confondre avec Hécate (et parfois aussi avec Proserpine). Cependant, son rôle en tant que déesse du monde souterrain semble être antérieur à la forte influence grecque (bien que la première colonie grecque de Cumes ait eu un culte de Hécate et ait certainement eu des contacts avec les Latins). Un théâtre dans son sanctuaire au lac de Nemi comprenait une fosse et un tunnel qui auraient permis aux acteurs de descendre facilement d’un côté de la scène et de monter de l’autre, indiquant un lien entre les phases de la lune et une descente de la déesse de la lune vers le monde souterrain.
Il est probable que son aspect infernal dans son culte latin d'origine n'avait pas de nom distinct, comme Luna pour son aspect lunaire. Cela est dû à une apparente réticence ou à un tabou de la part des premiers Latins à nommer des divinités du monde souterrain, et au fait qu'ils croyaient que le monde souterrain était silencieux, ce qui leur interdisait de les nommer. Le nom d'Hécate, déesse grecque également associée à la frontière entre la terre et le monde souterrain, s'est attaché à Diane pour son aspect lié au monde souterrain à la suite de l'influence grecque.
Diane a souvent été considérée comme une déesse associée à la fertilité et à l’accouchement, ainsi qu’à la protection des femmes pendant le travail. Cela est probablement apparu comme un prolongement de son association avec la Lune, dont on croyait que les cycles correspondaient au cycle menstruel, et qui servait à suivre les mois de la grossesse. Dans son sanctuaire d'Aricia, les fidèles ont laissé à la déesse des offrandes votives en terre cuite, sous la forme de bébés et de ventres (utérus), et le temple offrait également des soins aux chiots et aux chiennes gestantes. Cette prise en charge des nourrissons s'est également étendue à la formation des jeunes et des chiens, en particulier pour la chasse. Dans son rôle de protectrice de l'accouchement, Diane s'appelait Diana Lucina ou même Juno Lucina, parce que son domaine chevauchait avec celui de la déesse Junon.

### Fusion avec Artémis
Après son assimilation à Artémis, la déesse italique Diane hérite de l'histoire mythologique de son homologue grecque, romanisée avec des noms latins. Ainsi d'après la légende d'Artémis, elle est la fille de Latone (Léto) et de Jupiter, sœur jumelle d'Apollon dieu de la musique, du soleil. Née sur l'île d'Ortygie appelée plus tard Délos. Elle vint au monde quelques instants avant son frère. Témoin des douleurs maternelles, elle conçut une telle aversion pour l'accouchement, qu'elle demanda et obtint de son père la grâce de garder une virginité perpétuelle comme Minerve (Athéna) déesse de l'intelligence et protectrice d'Athènes, et Vesta, déesse du foyer. C'est pour cette raison que ces trois déesses reçurent de l'oracle d'Apollon le nom de Vierges blanches. Jupiter l'arma lui-même d'un arc et des flèches, et la fit reine de la chasse. Il lui donna pour cortège soixante nymphes, appelées Océane, et vingt autres nommées Asie, dont elle exigeait une inviolable chasteté.
Avec ce nombreux  cortège, elle se livre à la chasse, son occupation. Toutes ses nymphes sont grandes et belles, mais la déesse les surpasse toutes en taille et en beauté. Elle avait un grand nombre de surnoms, selon les qualités qu'on lui attribuait, les contrées qu'elle semblait favoriser, les temples où on l'honorait. Elle portait aussi un croissant de lune sur la tête et était souvent représentée en compagnie d'une biche ou de chiens.

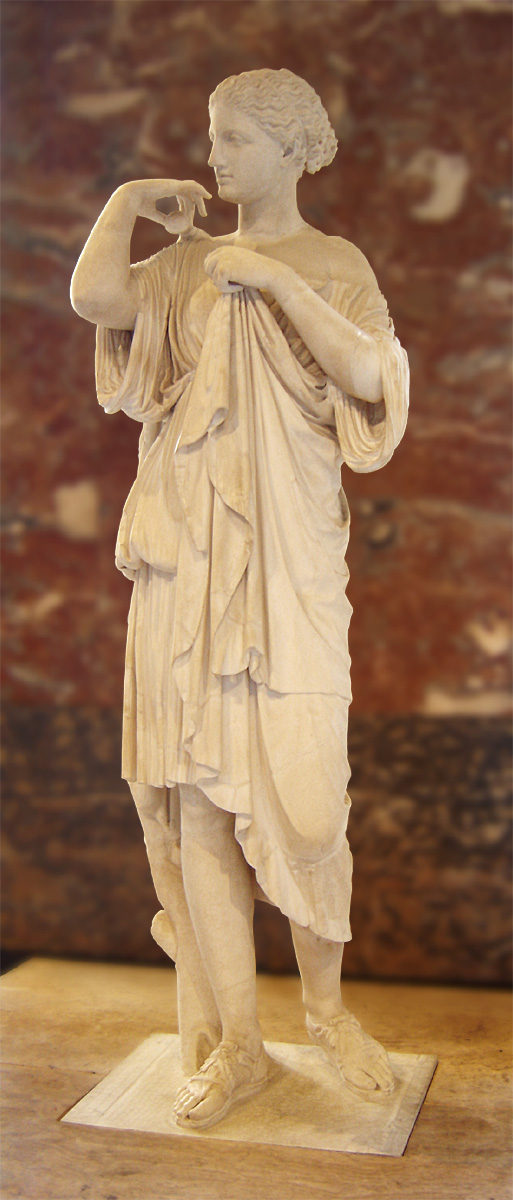
La Diane de Gabies revêtant un diplax à la suite d'une offrande. Marbre, époque romaine impériale, Paris, musée du Louvre.

## Culte
Diane est une jeune déesse commune à toutes les tribus latines. Plusieurs sanctuaires de Diane se trouvaient ainsi dans la région du Latium. Le premier aurait été situé près d'Albe avant que la ville ne soit détruite par les Romains. La position géographique du sanctuaire de Diane au cœur des monts Albains, berceau ethnique des Latins témoigne de l'ancienneté de son culte.

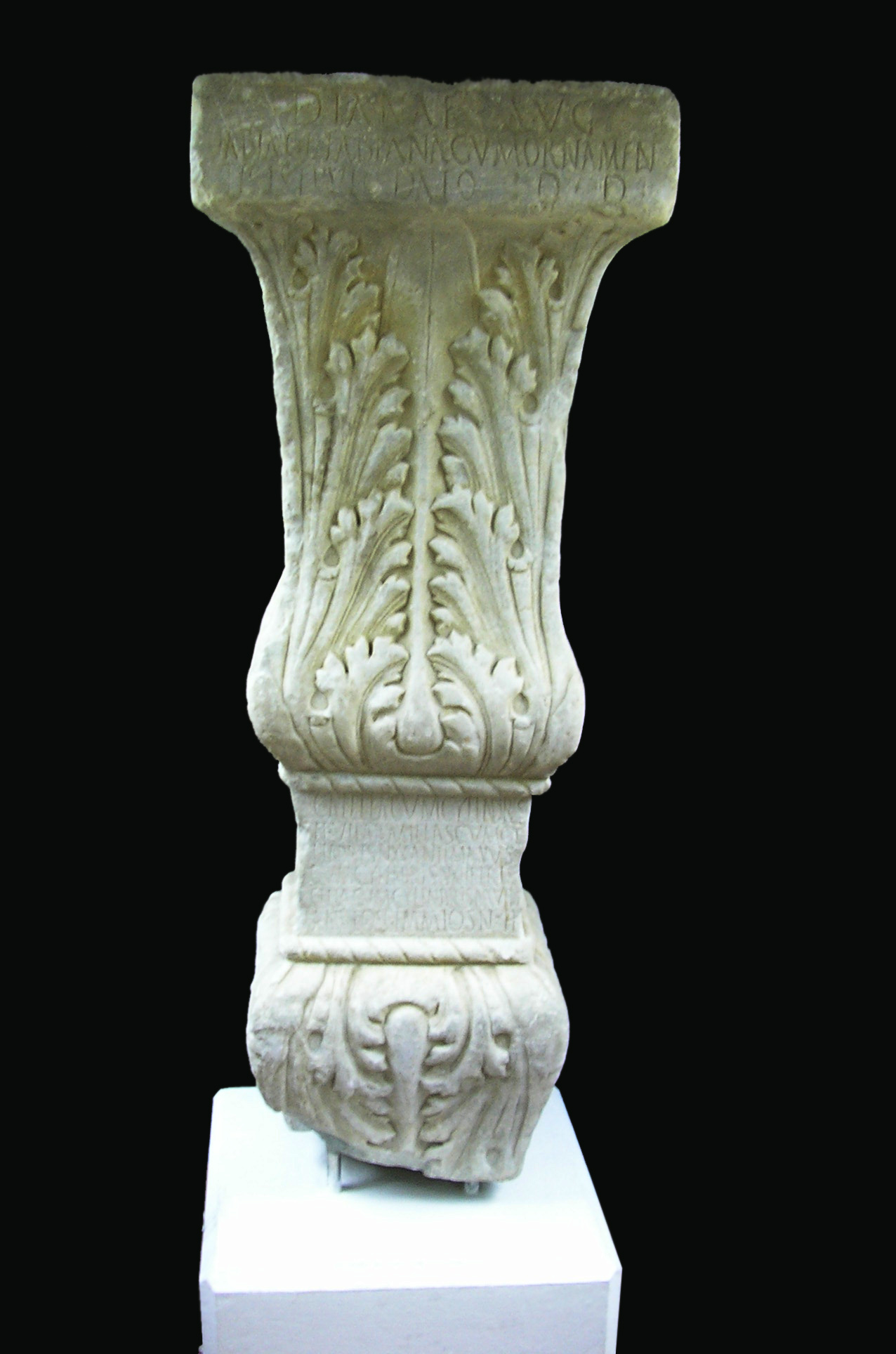
Cippe du I dédié à Diane, retrouvé dans la Villa Nueva d'Algésiras.

À Rome, un sanctuaire de Diane existait sur la colline de l'Aventin. Selon la tradition transmise notamment par Tite-Live, il aurait été fondé par le roi Servius Tullius qui aurait institué un culte fédéral auquel participait l'ensemble des Latins affirmant la domination de Rome sur le Latium. Sa location est remarquable car l'Aventin est située hors du pomerium, c'est-à-dire hors du territoire originel de la cité. Diane y reproduisait les deux éléments de son personnage aricien, le fécondant et le politique : elle y patronnait les femmes et donnait la suprématie.
Son prêtre portait le titre de roi, rex Nemorensis. Un usage probablement ancien affirmait que celui qui aspirait à cette « royauté » devait tuer le titulaire en exercice après avoir cassé un rameau dans le bois sacré. À l'époque classique, on ne trouvait des volontaires pour cette fonction que parmi les hommes de basse condition ou les esclaves fugitifs car le rituel gardait sa dureté, mais n'octroyait pas de prestige particulier.
Diane se trouva, on ne sait exactement pourquoi, la déesse chérie des esclaves de telle façon que son jour de naissance était également le dies servorum « jour des esclaves ». Les Romains avaient trouvé une explication dans le fait que c'était Servius Tullius, fils d'esclave et protecteur des esclaves, qui aurait institué son culte à Rome.
Certains historiens, comme Theodor Mommsen ont avancé que Diane ne serait pas une divinité originelle de Rome, en notant son absence du plus ancien calendrier romain ou encore son accueil lors du lectisterne de 399 av. J.-C., à côté d'Hérakles, héros d'origine étrangère. D'autres arguments soulignent au contraire son ancienneté dans l'Urbs, comme le fait que son dies natalis tombe le jour des Ides d'août, ce qui dispense de le répéter dans le calendrier des fêtes.
Le culte de la déesse fut influencé par celui de son homologue grec Artémis et il devient dès lors difficile de dissocier l'apport grec du substrat romain.
Il y avait aussi dans l'Empire des temples attribués à Diane :
- celui de Sens fut détruit pour fortifier la ville au IVe siècle ;
- en revanche, l'attribution à Diane des ruines du Temple romain d'Évora (Portugal) ne repose que sur une légende remontant au XVIIe siècle ;
- de même, l'identification des ruines d'un temple de Diane au cœur de Nîmes, ouvertes à la visite dans le Jardin de la Fontaine, ne repose sur aucune preuve archéologique.

## Représentations artistiques dans l'Antiquité

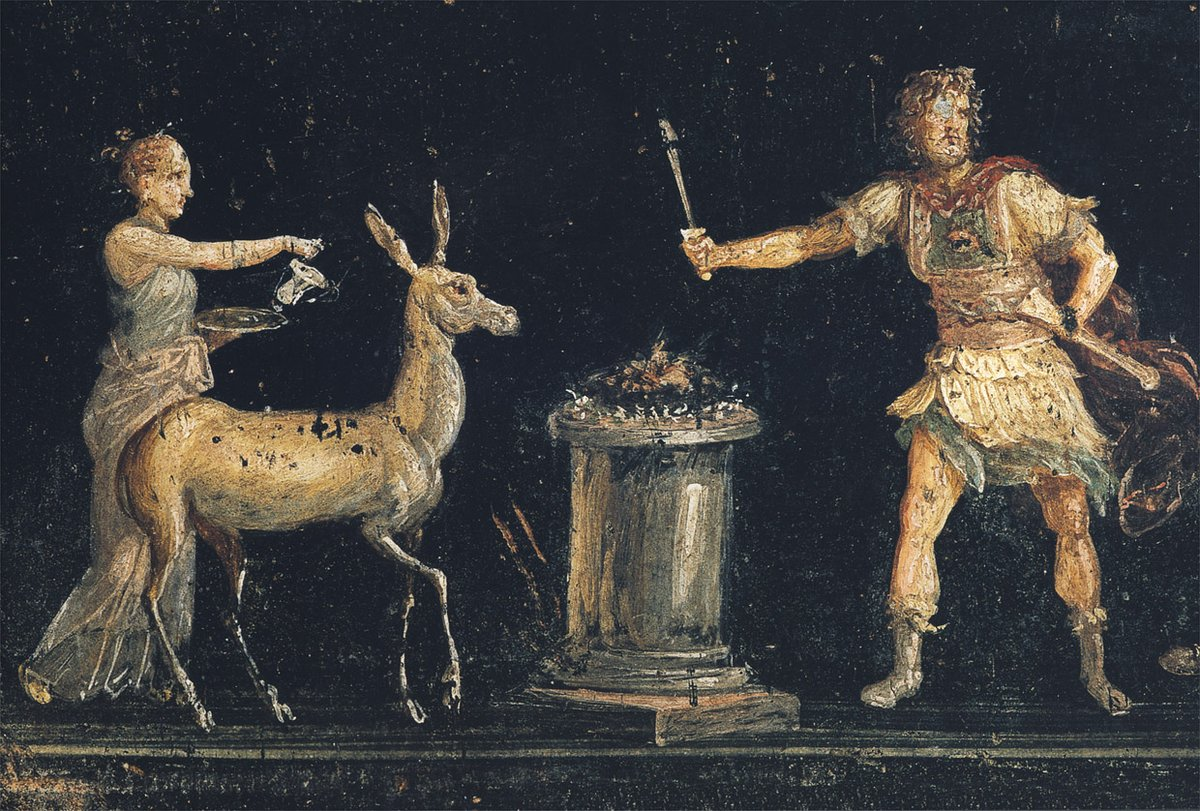
Une peinture murale romaine du quatrième style pompéien représentant une scène de sacrifice en l'honneur de la déesse Diane ; elle est vue ici accompagnée d'un cerf. La fresque a été découverte dans le triclinium de la « Maison des Vettii » à Pompéi, Italie.

De façon assez courante, le nom de Diane remplace celui d'Artémis dans les représentations de cette dernière. Ainsi les deux déesses, originellement différentes et issues de deux cultures distinctes, sont unies dans leur représentation : on produit donc communément des représentations d'Artémis sous le nom de Diane, de la même façon que le nom de Neptune est associé aux représentations de Poséidon.
Dans l'art grec proprement dit, c'est surtout la chaste Diane, la Diane chasseresse, amante des bois et des montagnes, la déesse fière et hautaine, la resplendissante reine des nuits, que la sculpture et la gravure ont le plus souvent représentée. On la voit en habit de chasse, les cheveux noués par derrière, la robe retroussée avec une seconde ceinture, le carquois sur l'épaule, un chien à ses côtés, et tenant un arc bandé dont elle décoche une flèche. Elle a les jambes ainsi que les pieds nus, et le sein droit découvert. Quelquefois elle est chaussée de brodequins. Souvent elle a un croissant au-dessus du front, symbole de la Lune. On la représentait chassant, ou dans le bain, ou se reposant des fatigues de la chasse. Les poètes la dépeignent tantôt sur un char traîné par des biches ou des cerfs blancs, tantôt montée elle-même sur un cerf, tantôt courant à pied avec son chien, et toujours entourée de ses nymphes, armées comme elle d'arcs et de flèches.
Ailleurs on l'a parfois représentée assimilée à l'Hécate lunaire avec trois têtes, la première de jument, la seconde de lion, et la troisième d'un chien.

## Évocations artistiques ultérieures
Dès l'Antiquité, la surprise de Diane/Artémis au bain et la métamorphose d'Actéon sont un sujet favori des peintres et des sculpteurs. Pausanias (X, 30, 5) évoque ainsi une peinture de Polygnote (Ve siècle av. J.-C.) à ce sujet. Dans son célèbre tableau Diane sortant du bain (voir ci-contre), Boucher choisit de faire simplement allusion à cet épisode célèbre : alors que la déesse nue sort de l'eau, l'un de ses chiens flaire la présence d'un intrus — ce sera Actéon. Parmi les représentations célèbres de ce moment, on peut citer :
- La Chasse de Diane, de Luca Giordano ;
- Diane et Actéon, du Cavalier d'Arpin ;
- La Chasse de Diane du Dominiquin (1616-1617), Galerie Borghèse, Rome ;
- Actéon métamorphosé en cerf de Francesco Albane ;
- Diane, la chasseresse par Guillaume Seignac (1870 - 1924) ;
- Diane surprise par Actéon, par Hugues Lallement, 1562, haut-relief sur une cheminée provenant d'une maison de Châlons-en-Champagne, château d'Écouen ;
- Diane surprise par Actéon, estampe de Johannes Wierix (1599)[10] ;
- Diana Hunting par Arnold Böcklin, 1896, huile sur toile (musée d'Orsay) ;
- Actéon et Diane par Giuseppe Cesari (1603-04) ;
- Diane et Actéon, du Titien (1556-1559), National Gallery, Londres et National Gallery of Scotland, Édimbourg ;
- Diane et ses nymphes surprises au bain par Actéon, par Rembrandt (1659), Isselburg, Allemagne ;
- Diane au bain, par Jean Raoux (vers 1721), Musée Fabre, Montpellier ;
- l’opéra de chasse de Marc-Antoine Charpentier composé probablement en 1684.

Quelques représentations artistiques
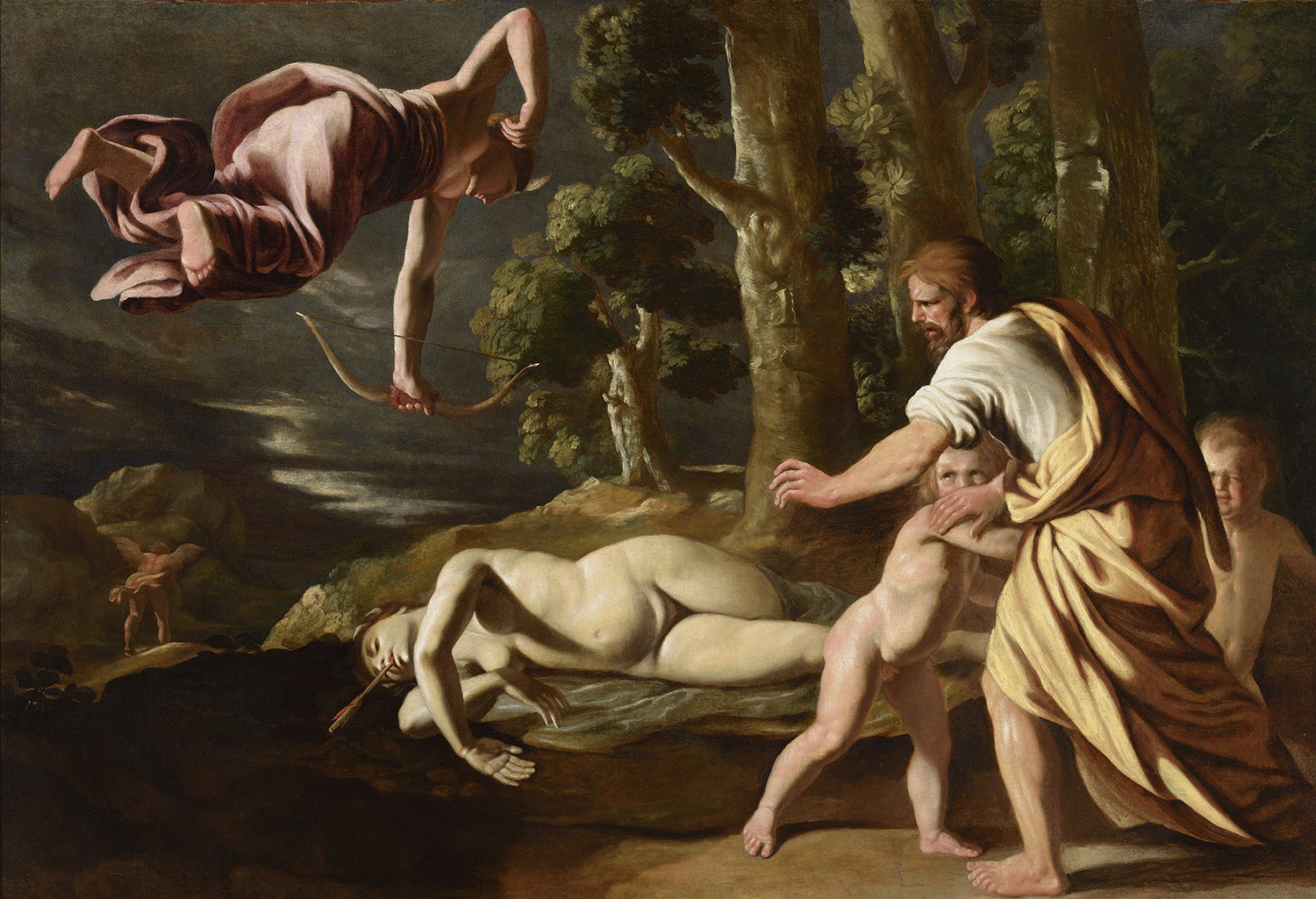
La Mort de Chioné par Nicolas Poussin (vers 1622), musée des beaux-arts de Lyon. Chioné est tuée par Diane et son arc.
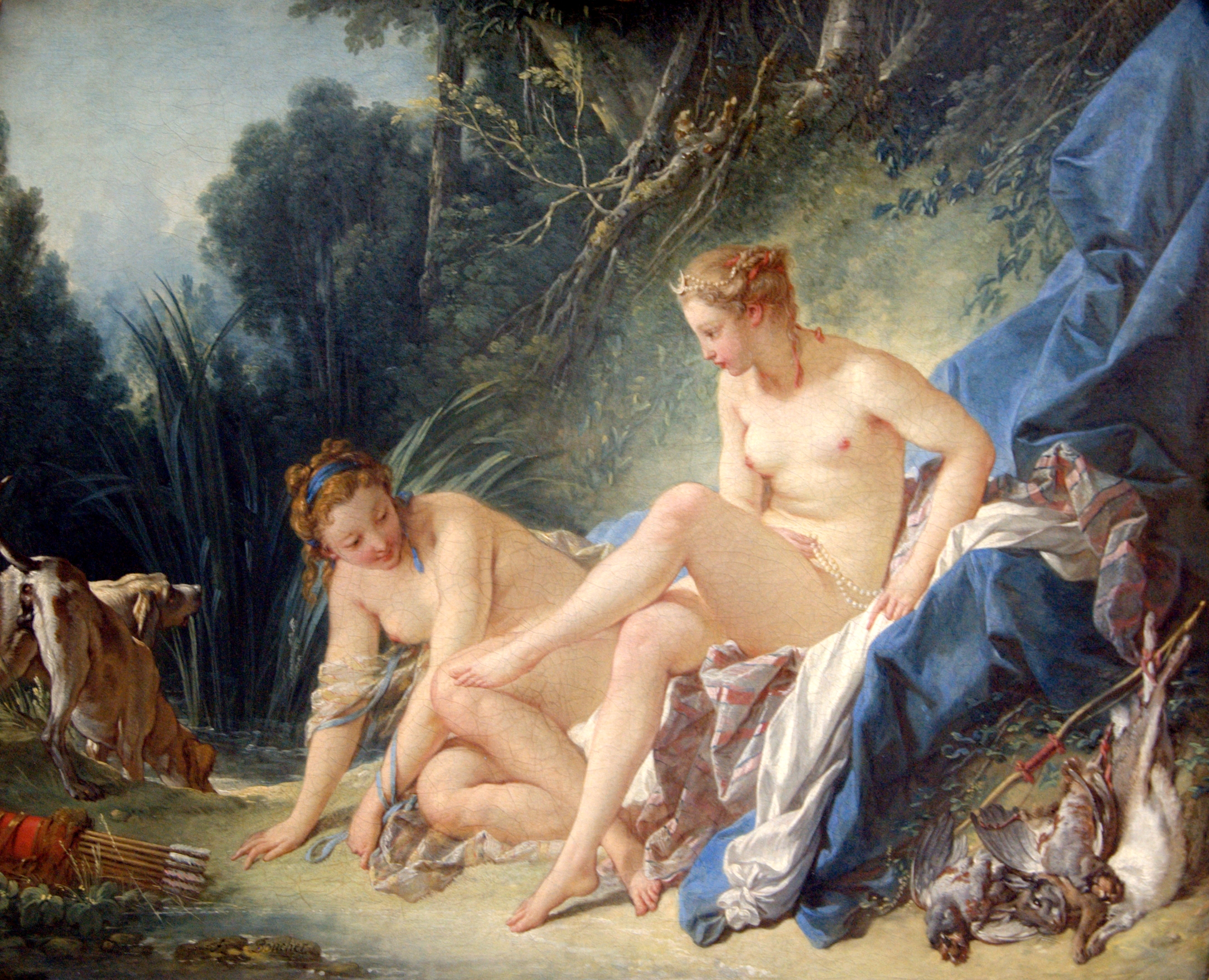
Diane au bain par François Boucher (1742)
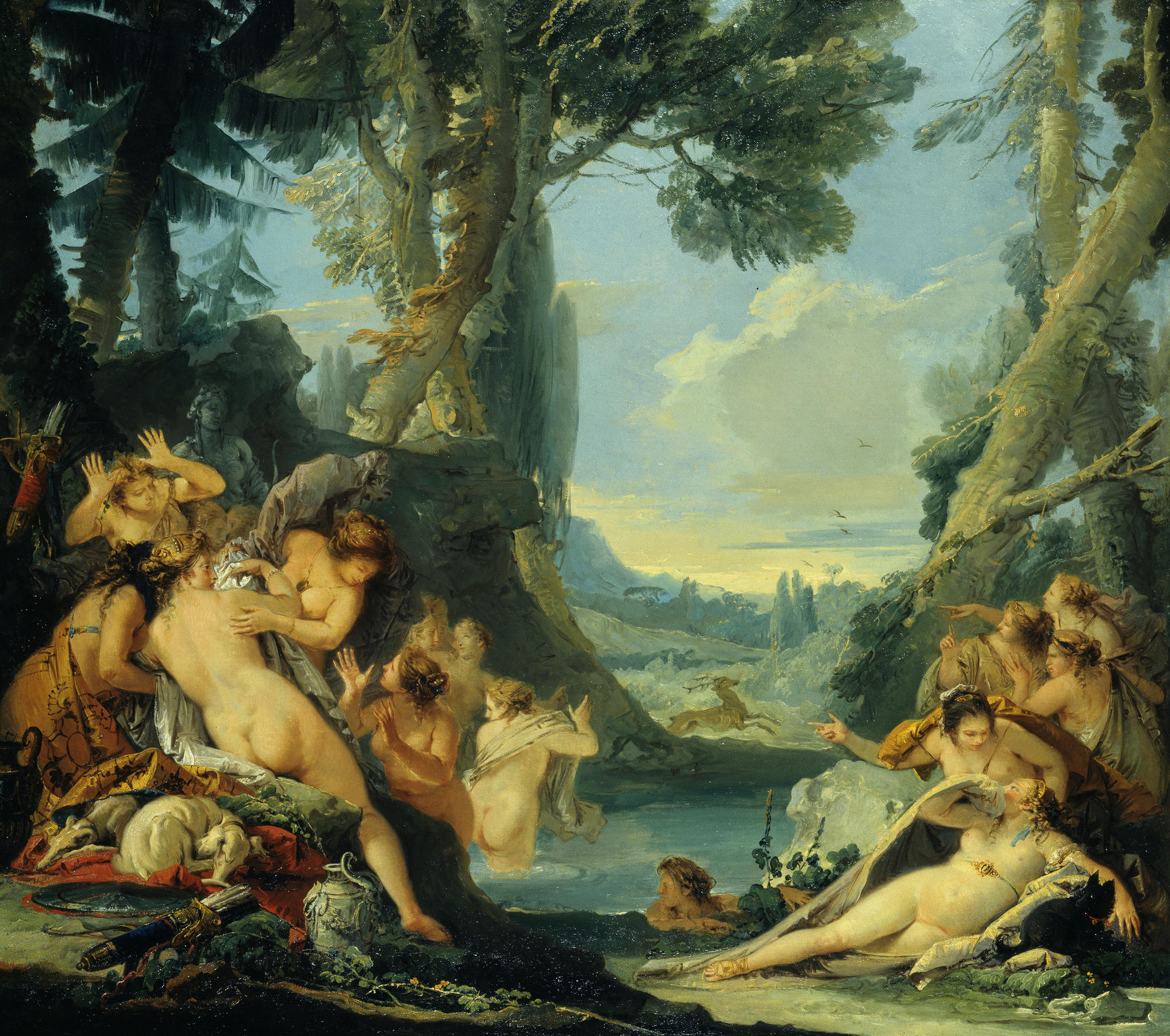
Diane et Actéon par Giambattista Tiepolo (1743-1744) Fondation et Collection Emil G. Bührle, Zurich
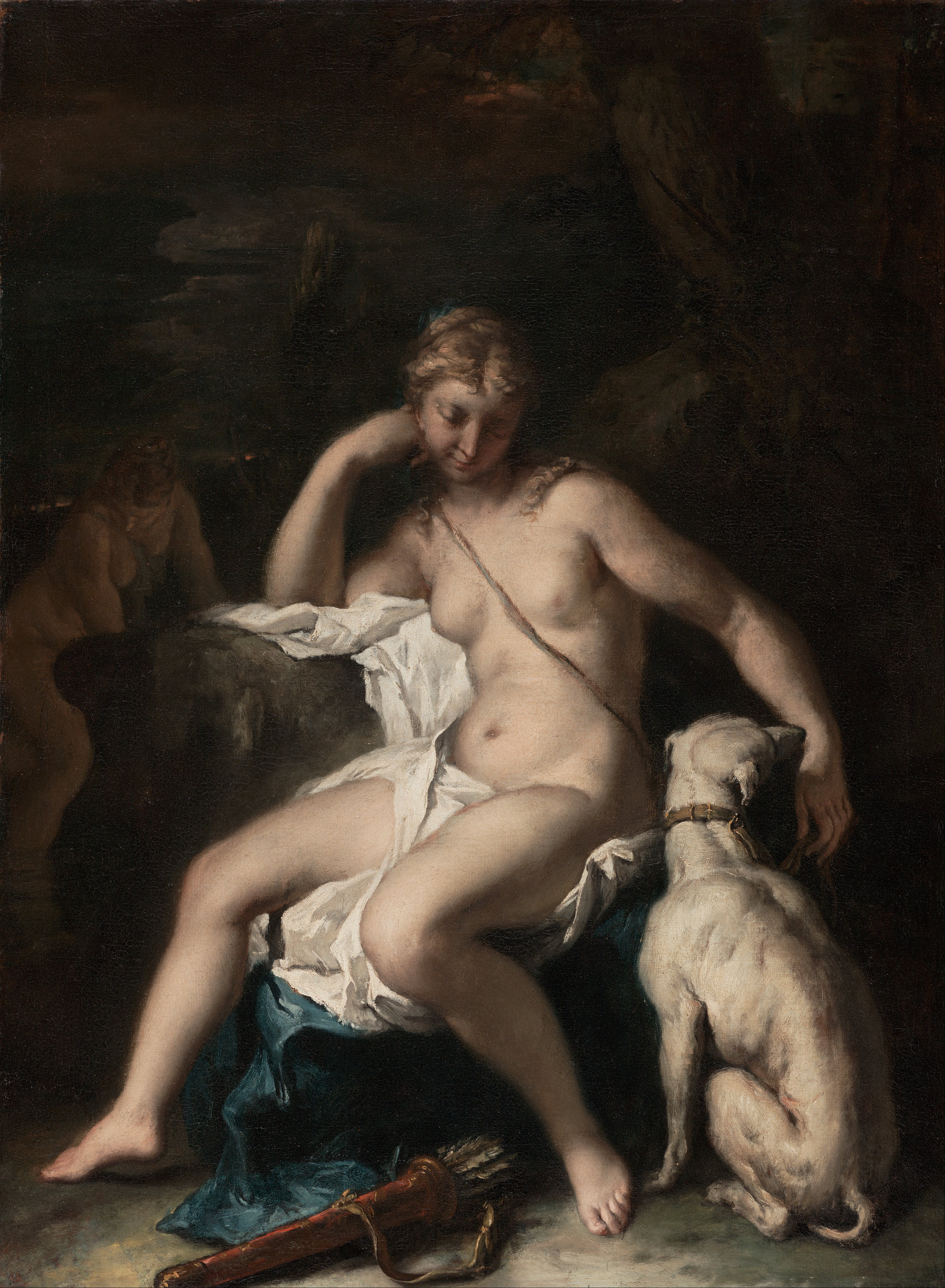
Diane et son chien Sebastiano Ricci, 1717-1720 Getty Center, Los Angeles
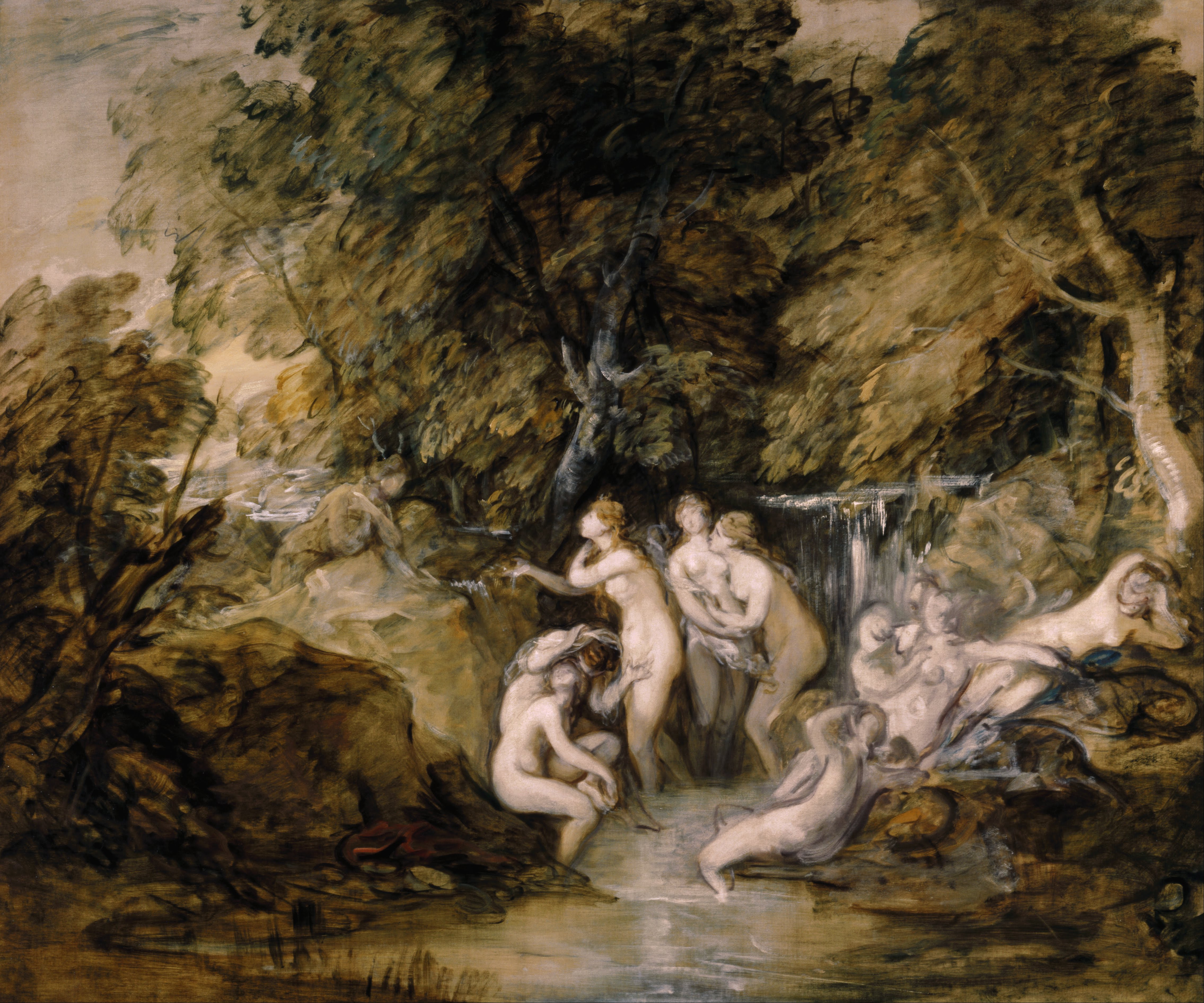
Diane et Actéon par Thomas Gainsborough (1785-1788) Royal Collection
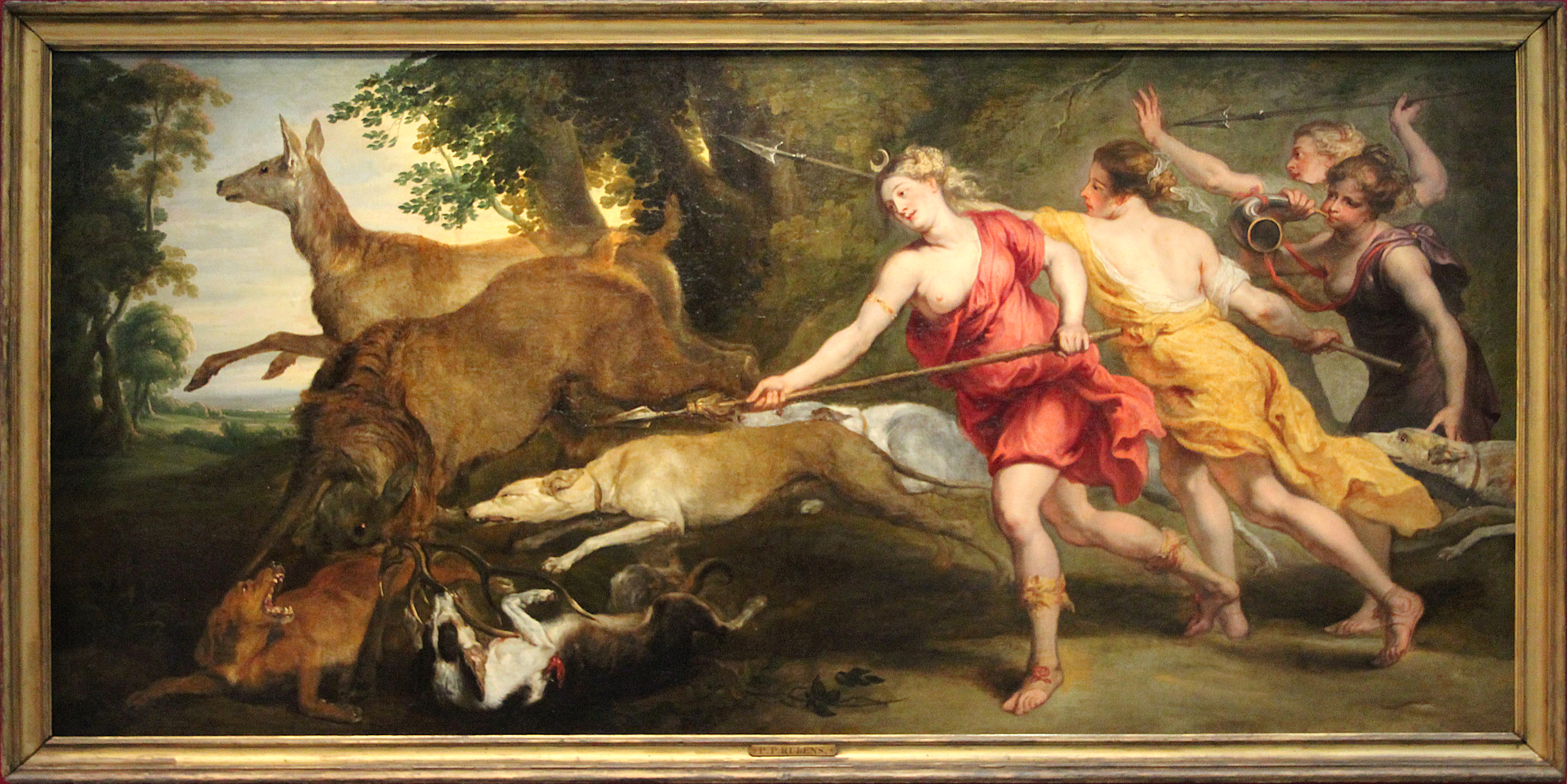
Diane chasseresse et ses nymphes par Pierre Paul Rubens Madrid, collection privée.
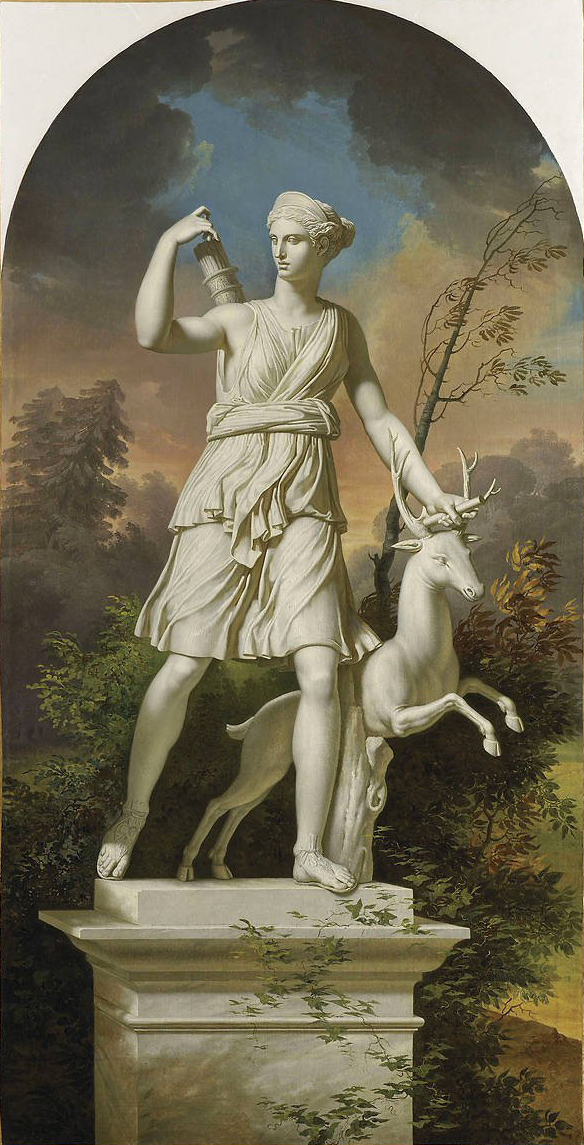
Statue de Diane chasseresse sur fond de paysage par Charles Meynier (musée de la Révolution française)
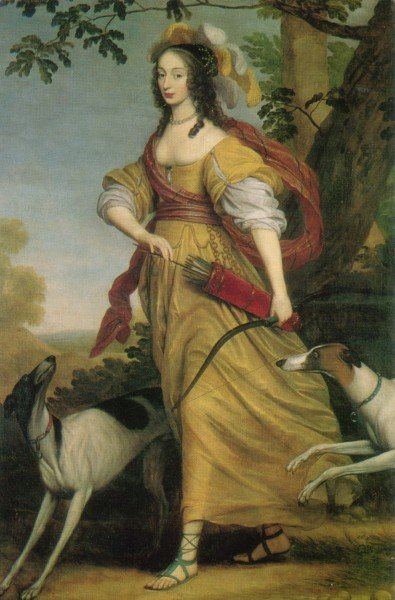
Portrait de la Margravine Louise-Henriette de Brandebourg par Willem van Honthorst (1643), Utrecht, Centraal Museum. À l'époque moderne, les princesses étaient volontiers représentées en Diane.
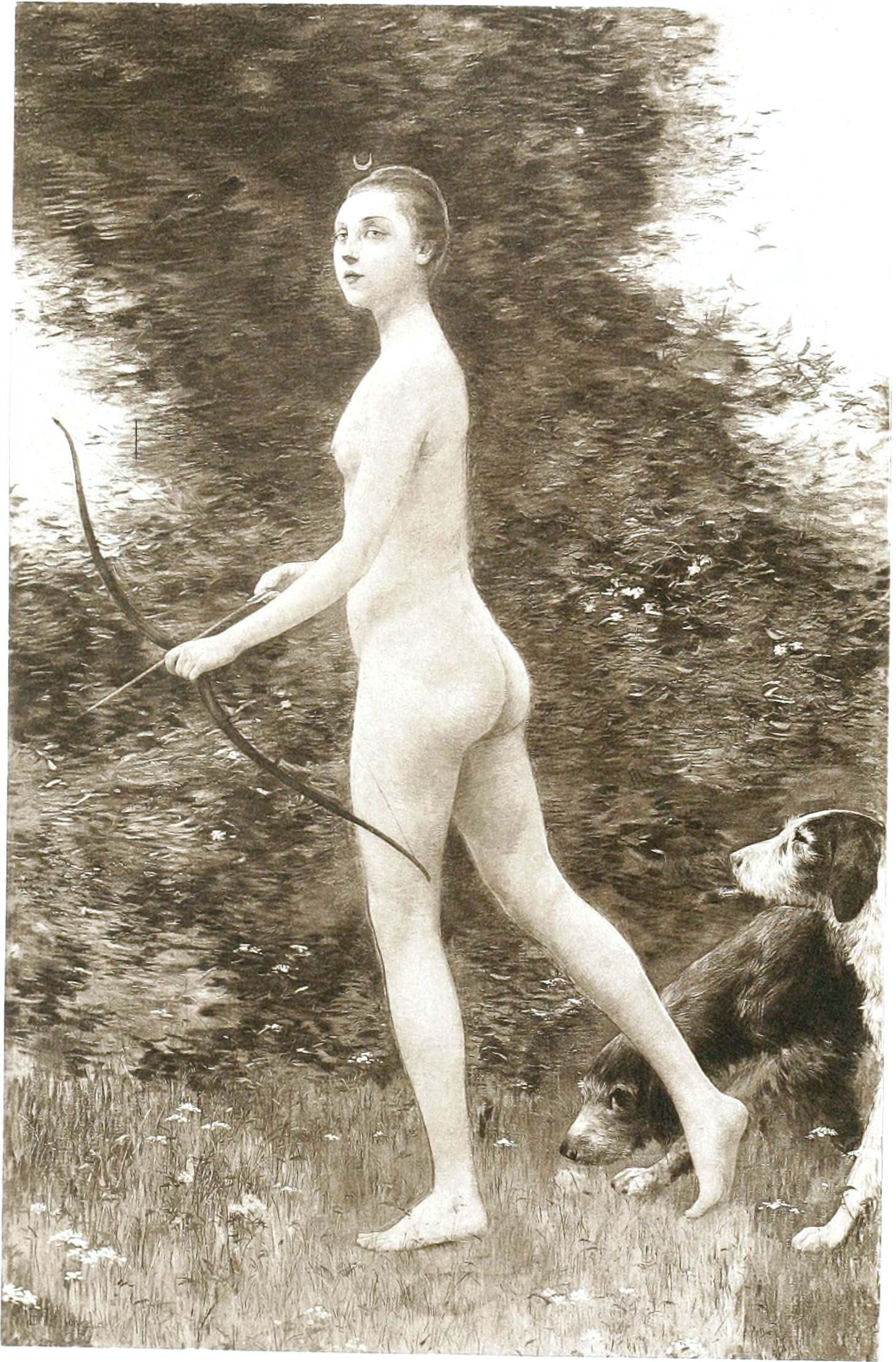
Jeune Diane par Louis-Maurice Boutet de Monvel (Salon de 1893).
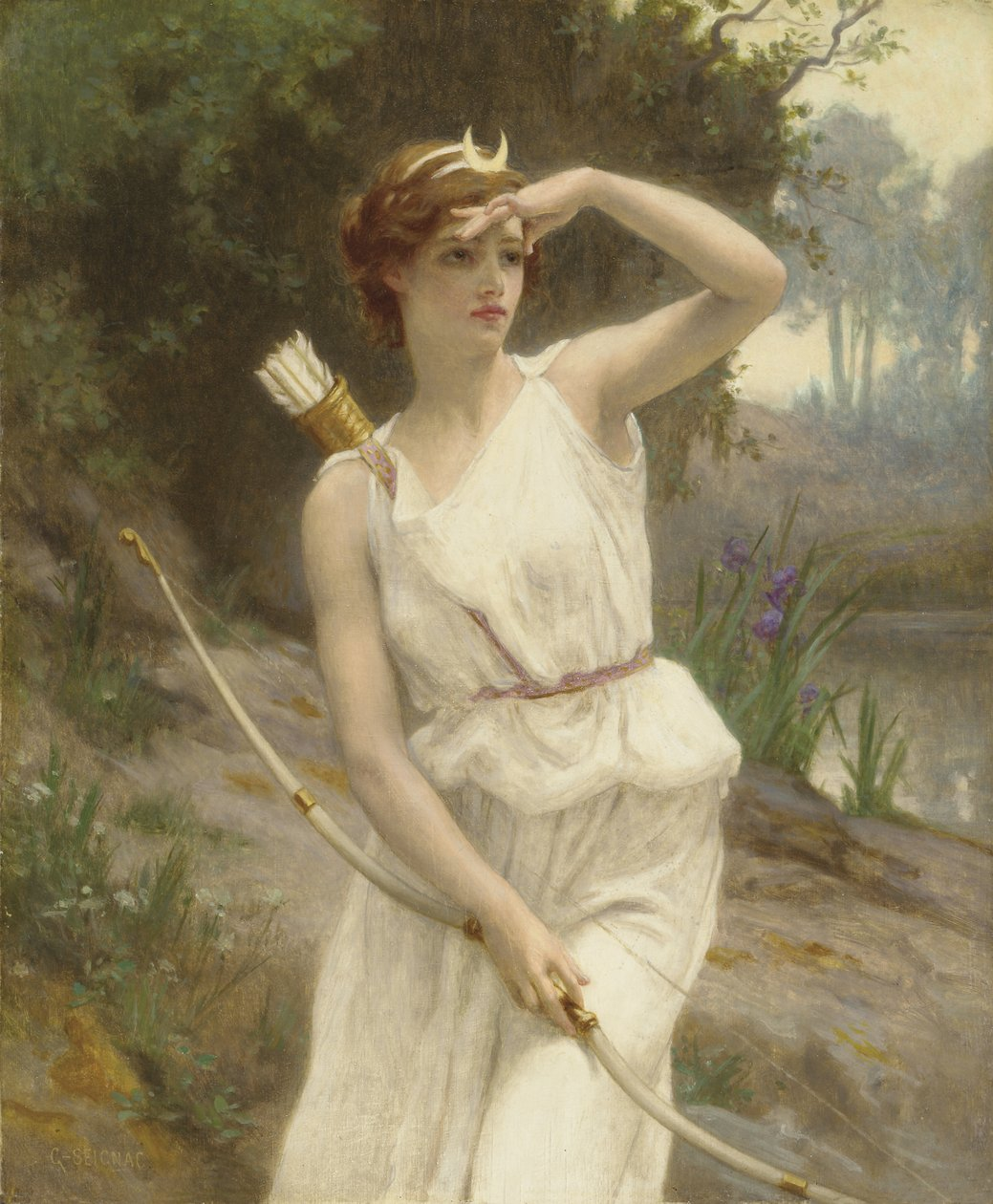
Diane, la chasseresse par Guillaume Seignac (1870 - 1924)
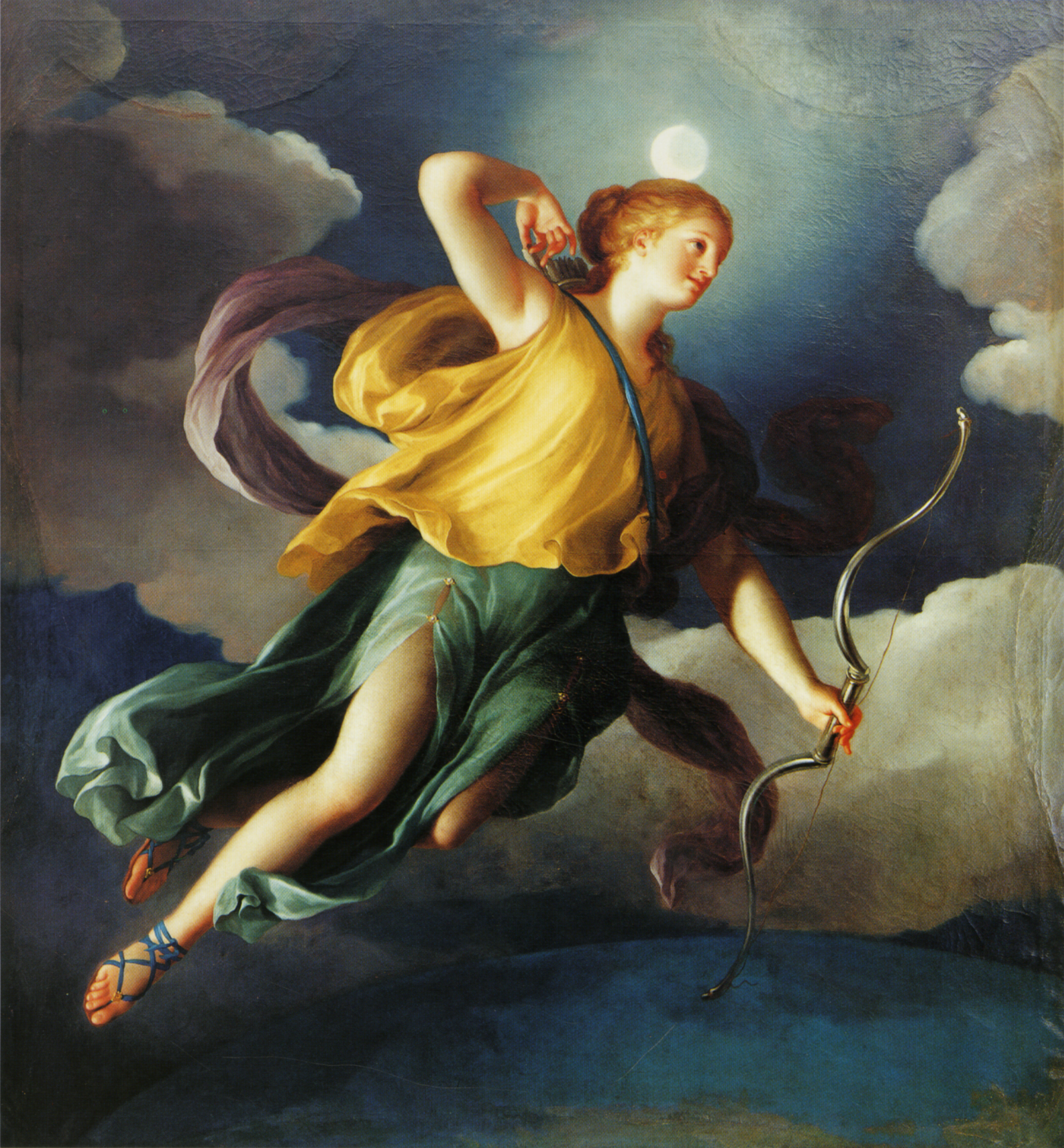
Diane comme personnification de la nuit par Anton Raphael Mengs (vers 1765)
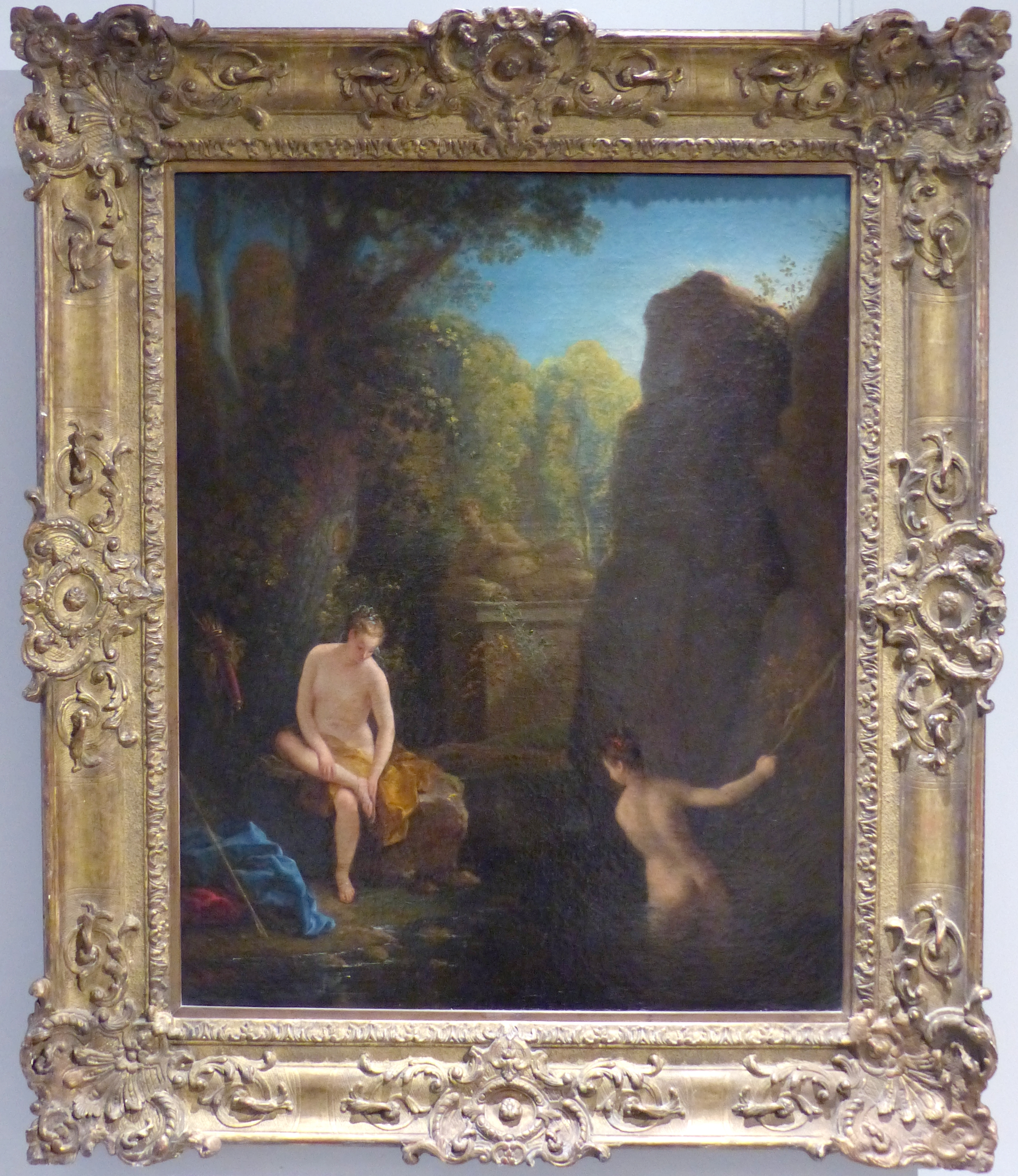
Diane au bain par Jean Raoux (vers 1721)

## Mise en musique
Diane, cantate sur un texte de Jean-Baptiste Rousseau de Nicolas Bernier.
Diane et Endymion, cantate sur un texte de Louis Fuzelier ou de Jean-Baptiste Rousseau.
Actéon, pastorale en musique (H. 481) de Marc-Antoine Charpentier (1684), reprenant l'épisode des Métamorphoses d'Ovide où Diane, surprise au bain par Actéon, le transforme en cerf et le condamne ainsi à être tué par ses propres chiens. 
La Diane de Fontainebleau, divertissement de Henry Desmarest (1686).